# Bomba
 Ovo je glavno značenje pojma Bomba. Za druga značenja pogledajte Bomba (razdvojba).
Bomba (lat. bombus, prasak) je razorna naprava, koja se sastoji od ovojnice (najčešće metalne), eksploziva i upaljača, a različitih je oblika i veličina (ručna, dubinska, atomska, hidrogenska, avionska i druge).